# Pterolophia bigibbicollis
Pterolophia bigibbicollis là một loài bọ cánh cứng trong họ Cerambycidae.